# Disney Channel (Países Baixos)
Disney Channel Países Baixos (ou Disney Channel) é a edição do idioma neerlandês do Disney Channel, de propriedade da The Walt Disney Company.

## Programas
Programas que serão eixibidos no Disney Channel Países Baixos.
- Phineas & Ferb
- Três Espiãs Demais
- Cory na Casa Branca
- Manny Mãozinhas
- Os substitutos
- Kim Possible
- JONAS
- Raven
- Phil do Futuro
- Hannah Montana
- Os Feiticeiros de Waverly Place
- Hotel Doce Hotel:As aventuras de Zack e Cody
- A Nova Escola do Imperador
- A Casa do Mickey Mouse
- Hora do Recreio
- Programa de Protecção de Princesas
- Sunny entre Estrelas
- Jimmy Two-Shoes
- Kid vs. Kat
- American Dragon: Jake Long